# Полюсук, Натан Михайлович

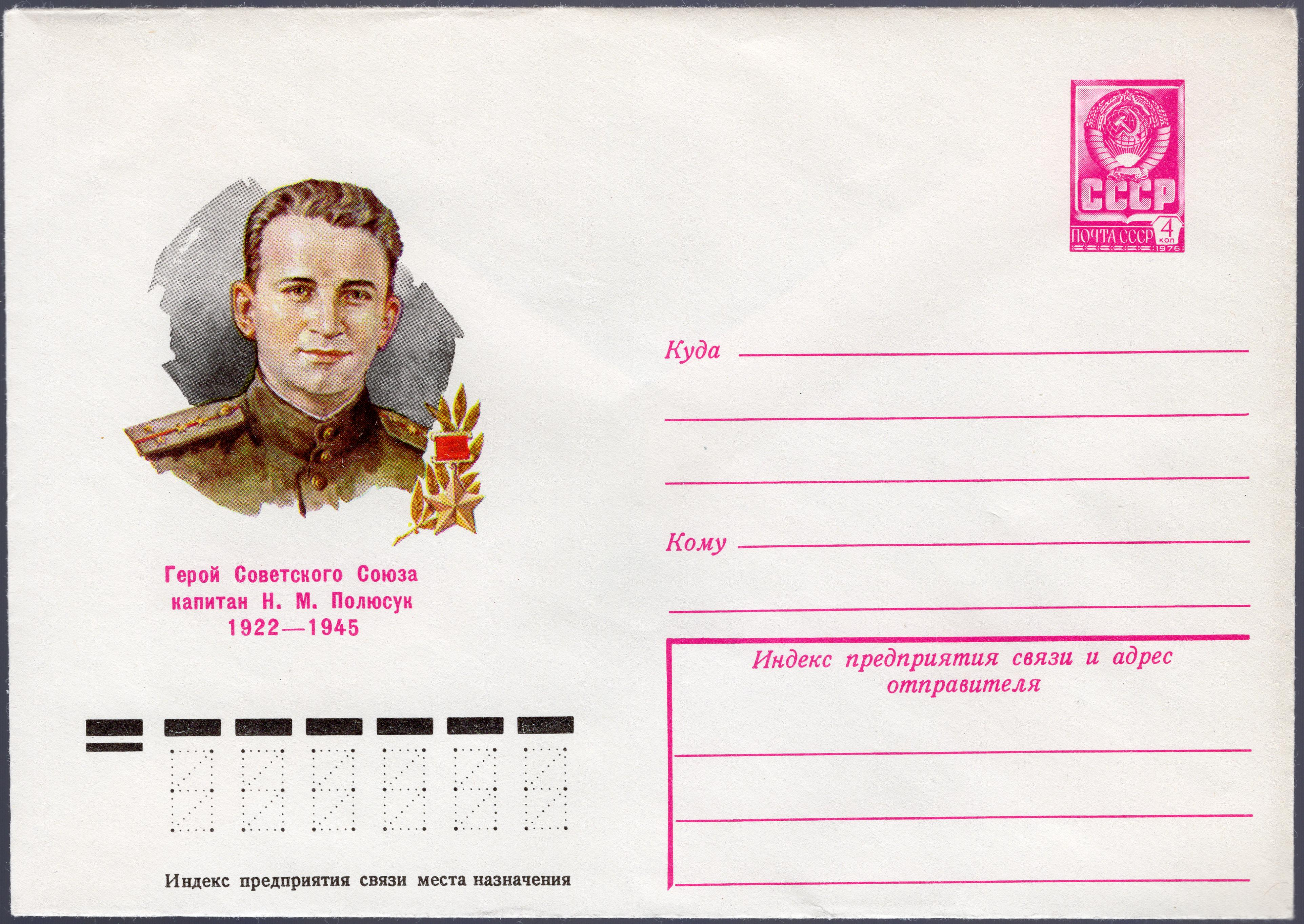
Почтовый конверт СССР, 1979 год

Натан Михайлович Полюсук (1922—1945) — участник Великой Отечественной войны, заместитель командира батальона по политической части 1054-го стрелкового полка, 301-й стрелковой дивизии, 9-го стрелкового корпуса, 5-й ударной армии, 1-го Белорусского фронта, Герой Советского Союза, капитан.

## Биография
Родился в семье рабочего. Еврей.
Образование среднее. Член КПСС с 1942 года. В РККА с 1941 года. Окончил Курсы усовершенствования командного состава и направлен на фронт.
На фронте — с июля 1941 года. Был добровольцем 8-й дивизии народного ополчения Краснопресненского района города Москвы. Прошёл путь от рядового бойца до заместителя командира батальона по политчасти. Участвовал в обороне Москвы, в Сталинградской битве, освобождал Ростовскую область и Донбасс в 1943 году, участвовал в Ясско-Кишинёвской операции, в Висло-Одерской и Берлинской операциях в 1945 году.
В бою 16 апреля 1945 возглавил батальон и стремительной атакой выбил гитлеровцев с высоты в районе железнодорожной станции Вербиг (ныне Нойлангзов, северо-западнее города Зелов, Германия). Затем, отбивая контратаки врага, воины батальона подбили и сожгли 6 танков и 2 самоходных пушки, уничтожили много фашистов. Погиб в бою 18 апреля 1945.
Первоначально был похоронен на берегу Одера в городе Кюстрин (ныне Костшин-над-Одрой, Польша). Позже был перезахоронен на советском военном кладбище в Цыбинке (Слубицкий повят, Любушское воеводство, Польша) в братской могиле № 360. Землю с братской могилы родственники привезли в Москву и похоронили в родовой могиле на Донском кладбище (участок 19).

## Награды
- Указом Президиума Верховного Совета СССР от 15 мая 1946 года за образцовое выполнение боевых заданий командования на фронте борьбы с немецко-фашистским захватчиками и проявленные при этом мужество и героизм капитану Полюсуку Натану Михайловичу присвоено звание Героя Советского Союза (посмертно).
- Награждён орденами Ленина и Красного Знамени.

## Память
- Имя Героя Советского Союза Н. М. Полюсука увековечено на мемориальной доске, установленной на фасаде одного из корпусов Московского энергетического института (ул. Красноказарменная, 14).